# Volgatitan
Volgatitan („titán od Volhy“) byl rod středně velkého sauropodního dinosaura, žijícího v období spodní křídy na území dnešního západního Ruska (nedaleko města Uljanovsk, lokalita Slantsevyj Rudnik).

## Objev
Fosilie tohoto sauropoda v podobě ocasních obratlů byly objeveny v sedimentech datovaných do období svrchního hauterivu (raná spodní křída, asi před 135 miliony let) v amonitové zóně (s přítomnými fosiliemi amonita) druhu Speetoniceras versicolor. Typový druh V. simbirskiensis byl formálně popsán ruskými paleontology Alexandrem Averianovem a Vladimirem Efimovem na konci roku 2018.

## Popis
Volgatitan byl poměrně mohutným býložravým dinosaurem s charakteristicky dlouhým krkem, sloupovitýma končetinama, malou hlavou a dlouhým ocasem. Podle odhadu autorů popisné studie mohla jeho hmotnost dosahovat zhruba 17 300 kilogramů a byl tak na poměry současných zvířat velmi velkým obratlovcem. Na poměry svých titanosaurních příbuzných byl však spíše menším druhem.

## Zařazení
Tento druh patřil mezi titanosaurní sauropody z kladu Lithostrotia a vzhledem ke svému geologickému stáří mohl být předchůdcem zástupců kladu Lognkosauria. Mezi tyto sauropody patřili i jihoamerické obří druhy s hmotností v rozmezí 60 až 70 tun, takže V. simbirskiensis byl poměrně malým zástupcem své vývojové skupiny.